# Tommy Karevik
Tommy Christer Karevik (Botkyrka, 1º novembre 1981) è un cantante svedese, noto soprattutto come voce dei gruppi Seventh Wonder e Kamelot.

## Biografia
Nato a Botkyrka, nella contea di Stoccolma, si appassionò fin da giovane alla musica, influenzato principalmente dalla sorella Jenny, come mostra il suo ingresso, all'età di 12 anni, nel coro della scuola, voluto principalmente dai genitori. Nonostante questa passione si dedicò principalmente allo sport e allo studio.
All'età di 16 anni incontrò Johan Larsson, suo compagno di scuola, che lo convinse a prendere lezioni di chitarra e con cui compose diverse canzoni in svedese, per la maggior parte interpretate da Tommy stesso. Fu grazie a Johan che incontrò per la prima volta la musica metal, iniziando ad ascoltare gruppi come Dream Theater, Symphony X, Sonata Arctica e A.C.T.

### Carriera musicale
Nel 2004 fu invitato a prendere parte come cantante ad un progetto metal con Stefan Lindholm, chiamato Vindictiv, con cui incise vari brani con l'aggiunta di parti vocali registrate nell'home studio di Johan. L'anno seguente fu contattato dai Seventh Wonder, band progressive metal in cerca di un cantante, che, dopo aver ascoltato il lavoro che Tommy aveva fatto col progetto Vindictiv, invitarono l'artista ad unirsi al gruppo.
Entrato poco dopo l'uscita del primo album, Become, nel 2005, iniziò a collaborare attivamente nel 2006 partecipando ad un breve tour e producendo con la band il secondo album, Waiting in The Wings, accolto positivamente dal pubblico. Sempre con la band pubblicò nel 2008 Mercy Falls e nel 2010 The Great Escape.
Nel 2011 si esibì come guest vocalist per i Kamelot, altro gruppo metal statunitense. In quel periodo il gruppo stava facendo i conti con l'abbandono di Roy Khan, sostituito brevemente da Fabio Lione, dei Rhapsody of Fire. Proprio durante il tour dell'ultimo album inciso con Khan, Poetry for the Poisoned, la band annunciò di essere alla ricerca di un nuovo cantante. Il 22 giugno 2012 annunciarono di aver scelto Tommy come loro vocalist.
Lo stile di Karevik è influenzato soprattutto da gruppi e cantanti quali Queen, Russell Allen, Andrew Lloyd Webber, Ronnie James Dio e Jørn Lande.

## Vita privata
Ha una relazione con la cantante Brittany "Kobra" Paige, dei Kobra and the Lotus.
Oltre all'attività di cantante, lavora a tempo pieno come pompiere.

## Discografia

### Con i Seventh Wonder
- 2006 - Waiting in the Wings
- 2008 - Mercy Falls
- 2010 - The Great Escape
- 2016 - Welcome to Atlanta Live 2014
- 2018 - Tiara
- 2022 - The testament

### Con i Kamelot
- 2012 - Silverthorn
- 2015 - Haven
- 2018 - The Shadow Theory

### Con gli Ayreon
- 2013 - The Theory of Everything (The Prodigy)
- 2017 - The Source (The Opposition Leader)
- 2018 - Ayreon Universe: Best of Ayreon Live
- 2020 - Transitus (Daniel)